# کینیک (صندوق‌لی)
کینیک (به ترکی استانبولی: Kınık) یک منطقهٔ مسکونی در ترکیه است که در صندوق‌لی واقع شده‌است.